# Самотният ездач
„Самотният ездач“ (на английски: Ride Lonesome) е американски игрален филм уестърн, излязъл по екраните през 1959 година, режисиран от Бъд Бетикър с участието на Рандолф Скот, Карън Стийл, Лий Ван Клийф и Джеймс Кобърн.

## Сюжет
Търсеният за убийство Били Джон Хлапето, е заловен от Бен Бригейд, ловец на глави, който възнамерява да го отведе в Санта Крус, за да бъде обесен.

## В ролите
| Актьор         | Роля           |
| -------------- | -------------- |
| Рандолф Скот   | Бен Бригейд    |
| Карън Стийл    | Г-жа Кари Лейн |
| Пернел Робъртс | Сам Буун       |
| Джеймс Бест    | Били Джон      |
| Лий Ван Клийф  | Франк          |
| Джеймс Кобърн  | Уит            |